# 仁慈同化政策
仁慈同化政策（英語：Benevolent assimilation）是指美國總統威廉·麥金萊在《巴黎條約》簽署後於1898年12月21日在給美國戰爭部長的備忘錄中所描述的美國對菲律賓的政策，該政策結束了美西戰爭。它指出，菲律賓群島未來的控制以及處置已被西班牙割讓給美國，美國軍政府的統治將擴展到整個菲律賓群島。
仁慈同化政策部分內容如下：
「最後，軍事當局的真誠願望和首要目標應該是贏得菲律賓居民的信任、尊重和喜愛，方法是盡一切可能向他們保證個人權利和自由的充分衡量標準，並通過向他們證明美國的使命之一是仁慈同化，用正義的溫和統治取代專制統治。」
該仁慈同化政策之公告已發送給駐菲律賓美軍司令兼總督埃爾韋爾·奧蒂斯將軍。埃爾韋爾·奧蒂斯向埃米利奧·阿奎納多發送了一份該公告之版本。